# Гвардини, Романо
Романо Гвардини (Гуардини, итал. Romano Guardini; 17 февраля 1885, Верона — 1 октября 1968, Мюнхен) — немецкий философ и католический богослов итальянского происхождения.

## Биография
В 1886 семья переселилась в Майнц. Учился химии, затем экономике, выбрал богословие. Изучал теологию во Фрайбурге. Принял священнический сан в 1910. В 1911 получил немецкое гражданство. Защитил магистерскую диссертацию по теологии Бонавентуры (1915).
Приват-доцент в Бонне (1921), ординарный профессор философии религии в Берлине (1923). В 1920-е годы лидер движения католической молодежи, влиятельный общественно-религиозный деятель.
Был отстранен нацистами от преподавания, лишен профессорского звания (1939). Вернулся в университет в 1945, преподавал в Тюбингене (1946) и в Мюнхене (1949), вышел в отставку в 1962. До конца дней принимал активное участие в жизни церкви.

## Творчество
Испытал влияние феноменологической философии, герменевтики (Дильтей, Зиммель, Гуссерль, Шелер). Автор трудов по философской антропологии и философии культуры, с опорой на художественное творчество Данте, Гёльдерлина, Достоевского, Рильке. Его труды повлияли на многих религиозных деятелей, включая группу словенских христианских социалистов.

## Избранные сочинения
- О духе литургии (1917)
- Противоположность. Опыт философии жизненно-конкретного (1925)
- Кьеркегоровская идея абсолютных парадоксов (1929)
- Человек и вера. Исследование религиозной экзистенции в великих романах Достоевского (1932)
- Христианское сознание. Исследование о Паскале (1935)
- Ангел в «Божественной комедии» Данте (1937)
- Мир и лицо (1939)
- К истолкованию «существования» у Райнера Мария Рильке (1941)
- Форма и содержание пейзажа в поэтическом творчестве Гёльдерлина (1946)
- Свобода, милость, судьба (1948)
- Конец Нового времени (1950)
- Власть (1951)
- Забота о человеке (1962)

## Публикации на русском языке
- О Боге живом. Брюссель: Жизнь с Богом, 1962.
- Конец нового времени // Вопросы философии, 1990, № 4, с. 127—163
- Спаситель в мифе, откровении и политике // Философские науки, 1992, № 2.
- Человек и вера. Брюссель: Жизнь с Богом, 1994.
- Господь. Брюссель: Жизнь с Богом, 1995.
- О Церкви. Христианская Россия, 1995.
- Конец Нового времени. Попытка найти своё место // Самосознание культуры и искусства XX века. М.; СПб: Университетская книга; Культурная инициатива, 2000, с. 169—226.
- Человек и вера. Исследование религиозной экзистенции в больших романах Достоевского; Конец Нового времени. Попытка найти своё место/ Перевод с немецкого Т. Ю. Бородай. М.: РАН ИНИОН. Центр гуманитарных научно-информационных исследований, 2010.
- Гёльдерлин. Картина мира и боговдохновленность. СПб: Наука, 2015.

## Признание
Его книги «О духе литургии», «Господь», «Конец Нового времени» многократно переиздавались на разных языках. Их высоко ценили Ханна Арендт, Фланнери О’Коннор. Гуардини были присуждены Премия мира немецких книготорговцев (1952), Премия Эразмус (1962).